# Brogan
Brogan – jednostka osadnicza w Stanach Zjednoczonych, w stanie Oregon, w hrabstwie Malheur.